# Maigret se fâche (téléfilm, 1972)
Pour plus de détails, voir Fiche technique et Distribution.
Maigret se fâche est un téléfilm français réalisé par François Villiers, qui fait partie de la série Les Enquêtes du commissaire Maigret, d'après le roman homonyme de Georges Simenon. Il a été adapté par Jacques Rémy et Claude Barma. La première diffusion date du 2 mars 1972 ; l'épisode, d'une durée de 81 minutes, est en noir et blanc.

## Synopsis
Alors qu'il séjourne avec sa femme sur les bords de la Loire, à Meung-sur-Loire, Maigret est appelé d'urgence par Bernadette Amorelle pour enquêter sur le mystérieux suicide de sa petite-fille de dix-sept ans à Orsennes (Commune imaginaire de Seine-et-Marne, près de Seine-Port). Pour ce faire, il déménage dans une auberge de la région tenue par une alcoolique invétérée. Très rapidement, Maigret découvre que les relations au sein de la famille Amorelle sont très particulières et tumultueuses. Il décide de -rétablir l'ordre en employant parfois des méthodes peut-être peu légales mais très efficaces. 

## Fiche technique
- Titre : Maigret se fâche
- Réalisation : François Villiers
- Adaptation : Claude Barma et Jacques Rémy
- Dialogues : Jacques Rémy
- Musique : Raymond Bernard
- Directeur de la photographie : J. Duhamel
- Décors : Alain Nègre (comme Alain Négre)
- Ensemblier : Roger Delsaux
- Costumier : Jean-Pierre Mayer
- Ingénieur du son : Aimé Maillol
- Cadreurs : Maurice Venier, Bernard Touffet, Roger Wrona
- Montage : Jean-Claude Couprie et Marie-Claire Grandin
- Illustration sonore : Betty Willemetz
- Mixage : Serge Czternasty
- Script-girl : Claude Dequier
- Assistants réalisateur : Patrice Dubois et Michel Berthier
- Chef d'atelier : Margot Caron
- Chef de production : Jacques Pradel

## Distribution
- Jean Richard : Commissaire Maigret
- Fabian Ferreux : Georges Henry Malik
- Mary Marquet : Bernadette
- Daniel Ceccaldi : Ernest Malik
- Dora Doll : Jeanne
- Henri Nassiet : Campois
- Dominique Blanchar : Madame Maigret (comme Dominique Blanchard)
- Rogers : Mimile
- Nicolas Vogel : Charles Malik
- Annie Bertin : Danièle Malik
- Joëlle Janin : Laurence Malik
- Michel Herval : Jean-Claude Malik
- Robert Darmel : l’éclusier
- Antoine Marin : le Commissaire
- Jean-François Devaux : inspecteur Janvier
- Maurice Gautier : inspecteur Torrens
- Michel Aleman : le chauffeur
- Toni Morena : un consommateur au « Soleil d’Or » (non crédité)
- Adrien Cayla-Legrand : un passager à la gare (non crédité)
- Gaston Meunier : un passager qui achète son journal (non crédité)